# فلافيو دي ميلو
فلافيو دي ميلو (بالبرتغالية: Flávio de Melo‏) هو مجدف برازيلي، ولد في 21 يونيو 1965.

## وصلات خارجية
- فلافيو دي ميلو على موقع الاتحاد الدولي للتجديف (الإنجليزية)
- فلافيو دي ميلو على موقع أوليمبيديا (الإنجليزية)